# Verwaltungsgemeinschaft Dermbach

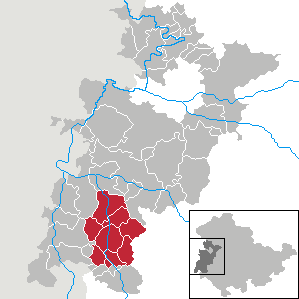
Lage der ehemaligen Verwaltungsgemeinschaft im Wartburgkreis

In der Verwaltungsgemeinschaft Dermbach aus dem thüringischen Wartburgkreis hatten sich die Stadt Stadtlengsfeld und acht Gemeinden zur Erledigung ihrer Verwaltungsgeschäfte zusammengeschlossen. Sitz der Verwaltungsgemeinschaft war Dermbach, letzter Vorsitzender Werner Gorecki.

## Die Gemeinden
1. Brunnhartshausen
2. Dermbach
3. Neidhartshausen
4. Oechsen
5. Stadtlengsfeld, Stadt
6. Urnshausen
7. Weilar
8. Wiesenthal
9. Zella/Rhön

## Geschichte
Die Verwaltungsgemeinschaft wurde am 1. Mai 1992 aus den Gemeinden Dermbach und Zella/Rhön gebildet. Im Jahr 1994 wurde sie um die Gemeinden Neidhartshausen, Wiesenthal, Urnshausen sowie Brunnhartshausen, Oechsen und Weilar erweitert. Am 31. Dezember 2013 trat die Stadt Stadtlengsfeld der Verwaltungsgemeinschaft bei. Im Rahmen der Gebietsreform in Thüringen wurde die Verwaltungsgemeinschaft am 1. Januar 2019 aufgelöst. Brunnhartshausen, Neidhartshausen, Stadtlengsfeld, Urnshausen, Zella/Rhön sowie die Gemeinde Diedorf, für die Kaltennordheim bisher die erfüllende Gemeinde ist, wurden nach Dermbach eingemeindet. Für die übrigen Mitgliedsgemeinden sowie Empfertshausen, für das ebenfalls Kaltennordheim bisher die erfüllende Gemeinde war, wurde Dermbach die erfüllende Gemeinde.

### Einwohnerentwicklung
Entwicklung der Einwohnerzahl:
| - 1994 – 8137 - 1995 – 8123 - 1996 – 8149 - 1997 – 8128 - 1998 – 8159 - 1999 – 8077 | - 2000 – 8016 - 2001 – 8004 - 2002 – 7909 - 2003 – 7785 - 2004 – 7680 - 2005 – 7763 | - 2006 – 7572 - 2007 – 7502 - 2008 – 7413 - 2009 – 7367 - 2010 – 7321 - 2011 – 7367 | - 2012 – 7330 - 2013 – 9699 - 2014 – 9628 - 2015 – 9570 - 2016 – 9495 - 2017 – 9325 |

 Datenquelle: ab 1994 Thüringer Landesamt für Statistik - Werte vom 31. Dezember